# Zwartbruin dikkopje
Het zwartbruin dikkopje  (Erynnis marloyi) is een vlinder uit de familie dikkopjes (Hesperiidae). De wetenschappelijke naam is als Thanaos marloyi voor het eerst geldig gepubliceerd door Jean Baptiste Boisduval in 1834.
De vlinder is zeer donker en vliegt laag aan de grond. 
De soort komt voor in Zuidoost-Europa en aangrenzend gebied. De vliegtijd is van maart tot augustus in een of twee jaarlijkse generaties.